# Mongo Beti
Alexandre Biyidi Awala (Akométan, 30 de junho de 1932 — Douala, 8 de outubro de 2001), conhecido como Mongo Beti, foi um destacado escritor dos Camarões. 
Após um período de estudos universitários, começou a publicação de suas obras, que se caracterizam por um relato incisivo das condições de seu país, de maneira que sua novela "Le Pauvre Christ de Bomba", (1956) (em português: "O Cristo Pobre de Bomba") foi proibida nos Camarões. Entre suas novelas encontra-se "Remember Ruben" (1974), que cedo se converteu num clássico da literatura da África negra.

## Biografia
Conquanto Beti viveu no exílio por muitos anos, a sua vida mostra uma dedicação e interesse muito forte na contribuição à melhora do seu país natal. Tal como expressou um crítico depois de seu falecimento, "A senda militante deste ensaísta, cronista e novelista tem estado governada por uma obsessão: a luta pela dignidade dos povos africanos."

### Início
Mongo era filho de Oscar Awala e Régine Alomo, nasceu em 1932 em Akométan, uma pequena vila a 10 km de Mbalmayo, que por sua vez se encontra a 45 km de Yaoundé, capital de Camarões. (O nome da vila provém de Akom 'rocha' e Etam 'fonte': em antigos mapas da região, o nome está escrito em duas partes). 
Desde muito jovem, Beti foi influído pelas correntes de rebelião que atravessavam África muito próximo da Segunda Guerra Mundial. O seu pai afogou-se quando Beti tinha sete anos, tendo sido criado pela sua mãe e familiares. Beti recorda discussões com sua mãe sobre religião e colonialismo; também recorda os seus primeiros contactos com as opiniões e análises do líder independentista Ruben Um Nyobe, tanto nas vilas como na própria casa de Nyobe. Mongo levou estas ideias à escola, o que conduziu a que finalmente fosse expulso da escola missionária em Mbalmayo pelas suas expressões. Em 1945 ingressou no liceu Leclerc em Yaoundé. Depois de formar-se em 1951, viaja para França para continuar sua educação superior em literatura, primeiro em Aix-em-Provence, posteriormente na Sorbona em Paris.

## Obras
- Sans haine et sans amour, 1953.
- Ville cruelle, 1954
- Le Pauvre Christ de Bomba, 1956.
- Mission terminée, 1957.
- Le Roi miraculé: chronique dês Essazam, 1958.
- Main basse sur lhe Cameroun: autopsie d’une décolonisation, 1972 ISBN 2-7071-4172-0.
- Les Procès du Cameroun: autopsie d’une décolonisation, 1972.
- Perpétue et l’habitude du malheur, 1974.
- Remember Ruben, 1974.
- Peuples noirs, peuples africains, 1978.
- A Ruine presque cocasse d’um polichinelle : Remember Ruben 2, 1979.
- Les Langues africaines et lhe Néo-colonialisme em Afrique francophone, 1982.
- Les Deux Mères de Guillaume Ismaël Dzewatama, futur camionneur, 1983.
- A Revanche de Guillaume Ismael Dzewatama, 1984.
- Lettre ouverte aux Camerounais, ou, A deuxième mort de Ruben Um Nyobé, 1986.
- Dictionnaire da négritude avec Odile Tobner et a participation de collab. da revue Peuples noirs - Peuples africains, 1989 ISBN 2738404944
- A França contre l’Afrique: retour au Cameroun, 1993 ISBN 2707149780
- L’Histoire du fou, 1994.
- Trop de soleil tue l’amour, 1999 ISBN 2266101919
- Branle-bas em noir et blanc, 2000.
- Africains se vous parliez, 2005 ISBN 2-915129-08-8